# 18-羟基-11-脱氧皮质酮
18-羟基-11-脱氧皮质酮（英語：18-Hydroxy-11-deoxycorticosterone，缩写18-OH-DOC）是CYP450酶CYP11B3催化11-脱氧皮质酮发生羟基化的产物，CYP11B3主要在大鼠新生儿的肾上腺表达。